# تشاك آدامز
تشاك آدامز (بالإنجليزية: Chuck Adams)‏ مواليد 23 أبريل 1971 في كاليفورنيا، الولايات المتحدة، هو لاعب كرة مضرب أمريكي سابق بدأ مسيرته كمحترف سنة 1990 وكان يلعب باليد اليمنى، اعتزل اللعب في 1997. أعلى تصنيف له في الفردي كان المركز الـ 34 في سنة 1995. أعلى تصنيف له في الزوجي كان المركز الـ 313 في سنة 1991.

## روابط خارجية
- تشاك آدامز على موقع رابطة محترفي التنس (الإنجليزية)
- تشاك آدامز على موقع الاتحاد الدولي لكرة المضرب (الإنجليزية)
- تشاك آدامز على موقع خلاصة التنس.كوم (الإنجليزية)